# Antiratni prosvjedi u Sarajevu 1992.
Antiratni prosvjedi u Sarajevu 1992. godine su započeli kao odgovor na političku situaciju u Bosni i Hercegovini koja se iz dana u dan sve više zaoštravala i prijetila otvorenim ratom.
U prosvjedima su sudjelovale tisuće ljudi na ulicama Sarajeva. Prosvjedi su trajali tjednima.

## Referendumski sukobi
U nedjeljno rano poslijepodne, 1. ožujka 1992, drugog dana referenduma, u središtu Sarajeva dogodio se težak zločin kada je Ramiz Delalić pucao u svatove pod srpskom zastavom. Jedan čovjek je ubijen, a drugi teško ranjen. Priopćenjem se oglasila SDS, koja je ustvrdila da se ne radi samo o ugrožavanju života ljudi, nego je to napad na dostojanstvo i integritet cijelog srpskog naroda. Malo prije ponoći, blokirano je Sarajevo. Na svim važnijim raskrižjima postavljene su barikade. SDS se oglasila priopćenjem iz kojega je bilo jasno da je ona organizator. Prve noći na barikadama je ubijeno troje, a ranjeno četvero ljudi.
Na barikadama je bilo i po nekoliko tisuća maskiranih osoba, uglavnom lokalnog srpskog stanovništva. Bila je to generalna proba rata za glavni grad. Svjetske agencije izvješćivale su o barikadama i žrtvama u Sarajevu. Hrvatski predsjednik Franjo Tuđman izjavio je da je težište jugoslavenske krize preneseno u središte, na BiH, gdje treba tražiti rješenje da se ne bi proširili ratno krvoproliće. Istakao je da se rješenje može pronaći samo pregovorima svih triju strana. Nakon što su barikade privremeno uklonjene, 5. ožujka, predsjednik Predsjedništva RBiH Alija Izetbegović ustvrdio je da je situacija pod kontrolom i pozivao je građane da iziđu u šetnju i da se druže.

## Ožujački prosvjedi
Umjesto šetnje i druženja, širom Bosne i Hercegovine organizirani su različiti skupovi. U Sarajevu, kojim su patrolirale mješovite patrole MUP-a i JNA, organiziran je veliki miting zajedništva u kojem je sudjelovalo desetak tisuća građana. Ožujačke mirovne šetnje, koje su počele 8 mjeseci ranije Yutelovim koncertima za mir, postale su stil ponašanja građana Sarajeva u proljeće 1992. Jedinstveni su bili u jednom, na izgled paradoskalnom zahtjevu, tražili su mir od onih, koji su pobijedili na prvim demokratskim izborima 1990., dok je u međuvremenu JNA utvrđivala položaje oko Sarajeva. SDS-ove barikade i noćni oružani sukobi su postali sarajevska svakodnevnica. U noći s 4. na 5. travnja, paravojne jedinice SDS-a izvode napade na pojedine policijske stanice. 

### Mostar
U Mostaru je 10. ožujka 1992. organiziran skup drukčije vrste. Na njemu je tražena smjena općinske i regionalne vlasti te čelništva policije. Bio je to pokušaj pasivizacije legalne obrane Mostara i Hercegovine. Skup su organizirali pripadnici Kluba intelektualaca, koji su se ranije predstavljali i kao Građani Mostara. Slične akcije rušenja vlasti SR BiH, odnosno onoga što je od nje ostalo nakon odlaska srpskih kadrova, održavale su se i u Sarajevu. Na adresu predsjednika Skupštine SR BiH Momčila Krajišnika stigao je 16. ožujka 1992. zahtjev za smjenu Vlade SR BiH, upućen sa sjednice vijeća Saveza samostalnih sindikata BiH, održane 12. ožujka 1992. Pošto ovaj zahtjev nije ispunjen, sindikati su zajedno s drugim političkim snagama jugoslavenske i srpske orijentacije pokrenuli prosvjede.

## Veliki prosvjed
Sljedećeg dana, odvija se veliki antiratni prosvjed u Sarajevu. Kolona je krenula iz naselja Dobrinja i usput se povećala do više tisuća ljudi, na kraju je završila na Marijin dvoru ispred zgrade Skupštine BiH. Mnogi su nosili Titove slike, zastave SFRJ i SR BiH i tražili ostavku vlade. 
Prosvjednici su nakon toga ušli u zgradu Skupštine Bosne i Hercegovine, gde su kao Svenarodni parlament raspravljali o tome kako prevazići krizu i zaustaviti rat. Izviždano je obraćanje predsjednika Alije Izetbegovića, a predsjednik Vlade Jure Pelivan daje ostavku. Predsjedništvo je prihvatilo ostavku zbog pritiska Svenarodnog parlamenta, koji se sastojao od neformalne skupine građana, koja je željela osnovati Svenarodnu vladu. Okupljeni građani su nakon rasprave, jednoglasno usvojili Deklaraciju o osnivanju Komiteta narodnog spasa BiH zbog očuvanja sigurnosti građana, očuvanja BiH i putem izvanrednih izbora uspostave novih organa vlasti. Od JNA je zatražena, zaštita građane i njihovih života, osiguravanje mira u Sarajevu, razoružavanje i protjerivanje svih paravojnih formacija  
Na prosvjednike su pucali pripadnici srpskih paravojnih jedinica iz hotela Holiday Inn, u kojem je bilo sjedište kriznog stožera Srpske demokratske stranke, 5 ljudi je poginulo, a 30 ranjeno. Među ubijenima, bile su studentice: Suada Dilberović i Olga Sučić, koje se smatraju prvim sarajevskim žrtvama rata u Bosni i Hercegovini. Tijekom toga dana, srpski MUP napao je školu republičkog MUP-a na Vracama, u Sarajevu, u kojoj je bilo oko 500 kadeta, gdje je poginuo jedan šesnaestogodišnji kadet. 6. travnja, na dan priznanja Bosne i Hercegovine od strane Europske zajednice, počinje mobilizacija Teritorijalne obrane Mostara, u Sarajevu su nastavljeni sukobi, dok je u Visokom proglašeno izvanredno stanje i uspostavljanje Protudiverzantskog voda Teritorijalne obrane.

## Poveznice
- Referendum o neovisnosti BiH
- Rat u Bosni i Hercegovini
- Opsada Sarajeva
- Antiratni prosvjedi u Beogradu 1991. – 1992.